# مونتيميلوني
مونتيميلوني (بالإيطالية: Montemilone)‏ هي بلدية في مقاطعة بوتنسا في إقليم بازيليكاتا الإيطالي.

## السكان
في سنة 1861 بلغ عدد السكان 2٬562 نسمة، وتطور العدد ليصل في سنة 2011 لـ 1٬725 نسمة.
يظهر هذا المخطط البياني تطور النمو السكاني لـ مونتيميلوني

## توأمة
لمونتيميلوني اتفاقيات توأمة مع:
- كانوسا دي بوليا